# Burg Kameyama (Ise)
Die Burg Kameyama (japanisch 亀山城, Kameyama-jō) befindet sich in der Stadt Kameyama, vormals Provinz Ise, heute Präfektur Mie. In der Edo-Zeit residierten dort  nacheinander neun kleinere und mittelgroße Daimyō, zuletzt die Ishikawa mit einem Einkommen von 60.000 Koku.

## Burgherren in der Edo-Zeit
- Ab 1601 die Seki mit 30.000 Koku,
- ab 1610 ein Zweig der Matsudaira (Ogyū) mit 50.000 Koku,
- ab 1619 die Miyake mit 10.000 Koku,
- ab 1636 ein Zweig der Honda mit 50.000 Koku,
- ab 1651 ein Zweig der Ishikawa mit 50.000 Koku,
- ab 1660 die Itakura mit 50.000 Koku,
- ab 1710 ein Zweig der Matsudaira (Ogyū) mit 60.000 Koku,
- ab 1717 wieder die Itakura mit 50.000 Koku
- ab 1744 wieder die Ishikawa mit 60.000 Koku.

## Geschichte

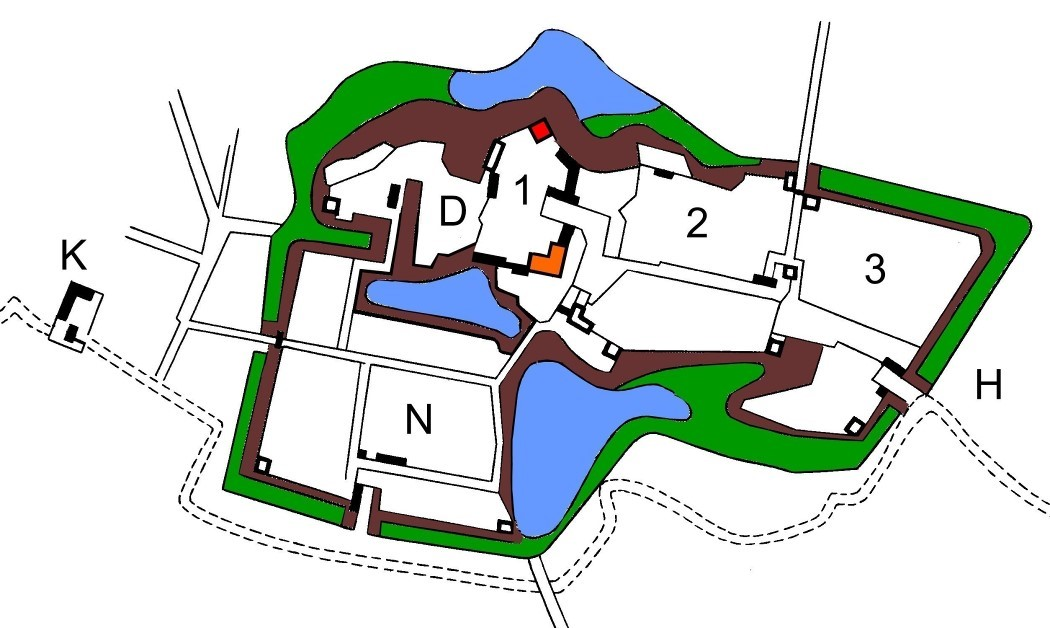
Burg Kameyma: 1: Hommaru mit Burgturm (Rot), 2: Ni-no-maru, 3: San-no-maru, D: Nishi-demaru, N: Nishi-no-maru, T: Haupttor, K: Kyoguchi-Tor, Braun: Wall, Grün: trockener Graben

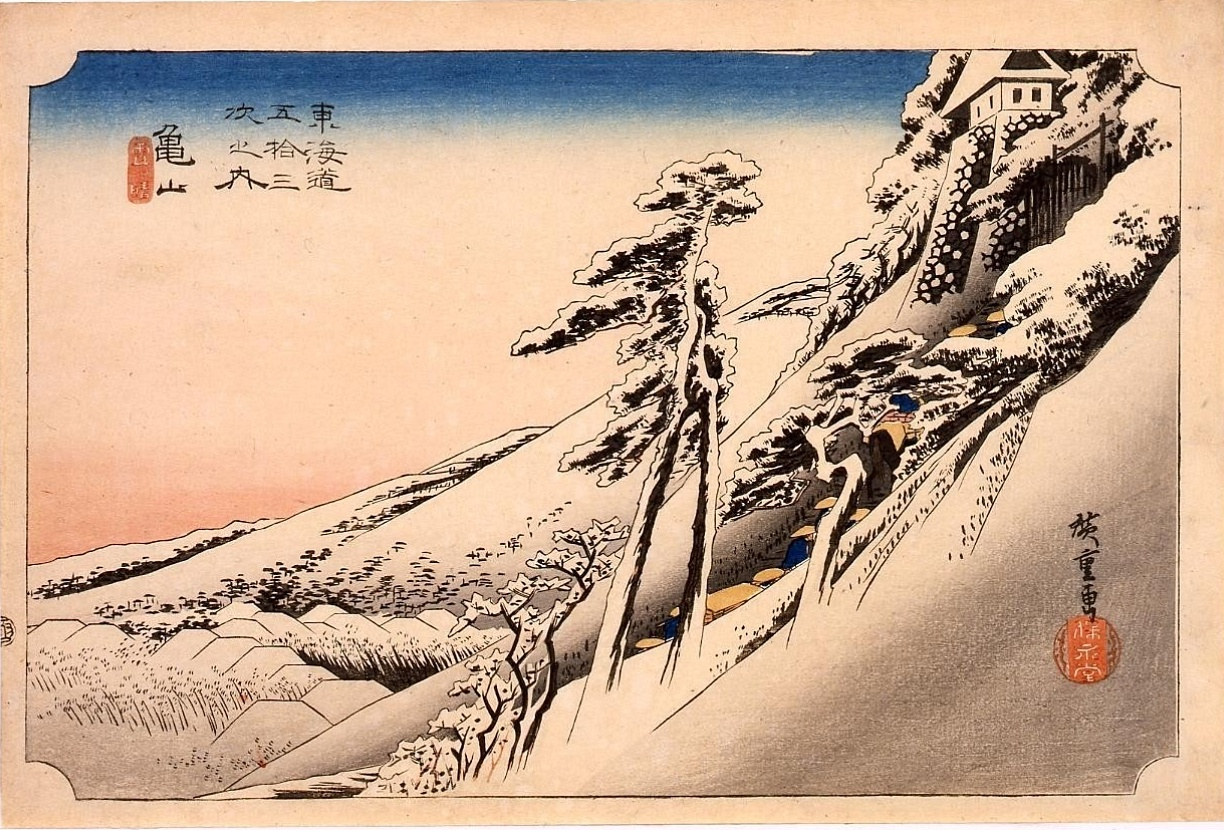
Oben rechts: Burg Kameyama (Hiroshige)

Die Geschichte der Burg Kameyama geht – ähnlich wie die der Burg Tsu – bis in die Kamakura-Zeit zurück. Im Jahr 1264 baute Seki Sanetada (関 実忠) die Burg Wakayama (若山城), westlich unweit der heutigen Burg Kameyama. Diese war nun Wohnsitz der Seki, bis 1590 Seki Kazumasa (関 一政; 1564–1620), Kamō Ujisato (蒲生 氏郷; 1556–1595) nach Nordjapan folgte. Danach baute dessen Vasall Okamoto Munenori (岡本 宗憲; 1544–1600) südwestlich davon auf einer Anhöhe am Nordrand des Suzuka-Flusses (鈴鹿川) die jetzige Burg Kameyama. Auf dem Bergrücken wurde der zentrale Burgbereich, das Hommaru (本丸) und die weiteren Bereiche Ni-no-maru (二ノ丸) und im Osten das San-no-maru (三ノ丸) und das südliche San-no-maru (南三ノ丸) angelegt.
Im Jahr 1632 gab das Shogunat die Anweisung, die Burg Kameyama in der Provinz Tamba auszubessern. Der Beauftragte, Horio Tadaharu (堀尾 忠晴; 1599–1633), fing irrtümlich an, die gleichnamige Burg hier in Ise zu reparieren und den Burgturm auseinanderzunehmen. Ab 1641 übernahm der neugebaute dreistöckige Wachturm die Burgturm-Funktion.
Heute wird das Burggelände, nun öffentlicher Park, von einer Grund- und einer Mittelschule und von Schreinen genutzt. Auf der Steinbasis am Burgturm ist ein auf der Mauer aufgesetztes Burggebäude, ein „gestreckter Wachturm“ (多聞櫓, tamon-yagura), als Eckgebäude erhalten.
Südlich der Burg führte die Verbindungsstraße von Edo, dem heutigen Tokyo, und Kyoto vorbei, der Tōkaidō. So erscheint Kameyama auf Holzschnitt-Serien der Edo-Zeit mit den Poststationen dieser Straße. Besonders bekannt ist das Blatt von Hiroshige, das die Burg zeigt.